# Autoroute A6 (Bulgarie)
Pour les articles homonymes, voir Autoroute A6.
L’Autoroute Europe (en bulgare : Автомагистрала Европа, sigle A6) est une autoroute en Bulgarie qui commence à Sofia et se termine au poste-frontière de Kalotina. Après celui-ci, elle continue en Serbie sous le nom autoroute A4 en direction de Niš puis de Belgrade. Cette autoroute fait partie du corridor de transport paneuropéen 4, du corridor de transport paneuropéen 8 et du corridor de transport paneuropéen 10, branche C.

## Histoire
Le projet d'une autoroute reliant Sofia à la ville de Niš en Serbie est ancien. Pendant longtemps il est resté au point mort car la Bulgarie espérait le faire financer entièrement par la Serbie et l'Union européenne.
Le projet de liaison autoroutière reçois, le 11 novembre 2011, le nom de "Autoroute Kalotina - Sofia", appelé en abrégé "Autoroute Kalotina". Il est entièrement nouveau. Un appel d'offres public a été annoncé pour les premiers 31,5 km de l'autoroute (Kalotina-Herakovo) en 2012 et la construction devrait commencer en 2013. Cependant, la procédure a pris fin, en octobre 2013, les fonds au titre du programme opérationnel "Transports" étant épuisés. En mai 2014, un nouveau marché public est lancé. Cette fois, le projet est divisé en deux lots : de Kalotina à Dragoman et de Dragoman à Herakovo. Toutefois, cette procédure a également pris fin en août 2014.
Par une décision du conseil des ministres du 27 décembre 2018, l'autoroute est officiellement renommée Avtomagistrala "Evropa" (Autoroute Europe) et la route tangentielle nord de Sofia y est incluse. 

## Sorties
| Sortie | Nom                 | km   | Destination                                   | Voies | Observations                                    |
| ------ | ------------------- | ---- | --------------------------------------------- | ----- | ----------------------------------------------- |
|        | Kalotina            | 0    | Poste-frontière de Kalotina, Serbie, Niš      |       | Ouverte                                         |
|        | Kalotina            | 1,6  | Kalotina                                      |       | Ouverte                                         |
|        | Turmashka mahala    | 8,1  | Tourmachka mahala                             |       | Ouverte                                         |
|        | Dragoman - West     | 13   | Dragoman, Godétch                             |       | Ouverte                                         |
|        | Dragoman East       | 14,4 | Dragoman                                      |       | Ouverte                                         |
|        | Aldimirovsko blato  | 21,2 | Marais d'Aldimirovo                           |       | Ouverte                                         |
|        | Slivnitsa 1         | 25,9 | Slivnitsa                                     |       | Ouverte                                         |
|        | Slivnitsa 2         | 29,2 | Slivnitsa, Opitsvet, Boguyovtsi               |       | Ouverte                                         |
|        | Hrabarsko           | 33,6 | Bojourichté                                   |       | En construction                                 |
|        | Herakovo            | 39,5 | Kostinbrod, Prolècha                          |       | En construction                                 |
|        | Kostinbrod          | 45,5 | Kostinbrod, Volouyak                          |       | En construction                                 |
|        | Mramor              | 48,3 | Mramor                                        |       | En construction                                 |
|        | ССТ                 | 49,3 | Kalotina, Koulata, Novi Iskar, Svogué         |       | Ouverte                                         |
|        | bul. Rozen          | 51,7 | Sofia, Trebitch                               |       | Ouverte                                         |
|        | bul. Iliyantsi      | 53,5 | Sofia, Koubratovo                             |       | Le boulevard Iliyantsi n'a pas été prolongé     |
|        | bul Chepinsko Shose | 57,8 | Sofia, Tchépintsi                             |       | Ouverte                                         |
|        | Iztochna tangentna  | 59,3 | Sofia, Tchépintsi, Aéroport de Sofia          |       | La tangentielle est est en cours de réalisation |
|        | Sofia               | 63,6 | Botevgrad, Roussé, Varna, Plovdiv, Svilengrad |       | Ouverte                                         |

## Galerie

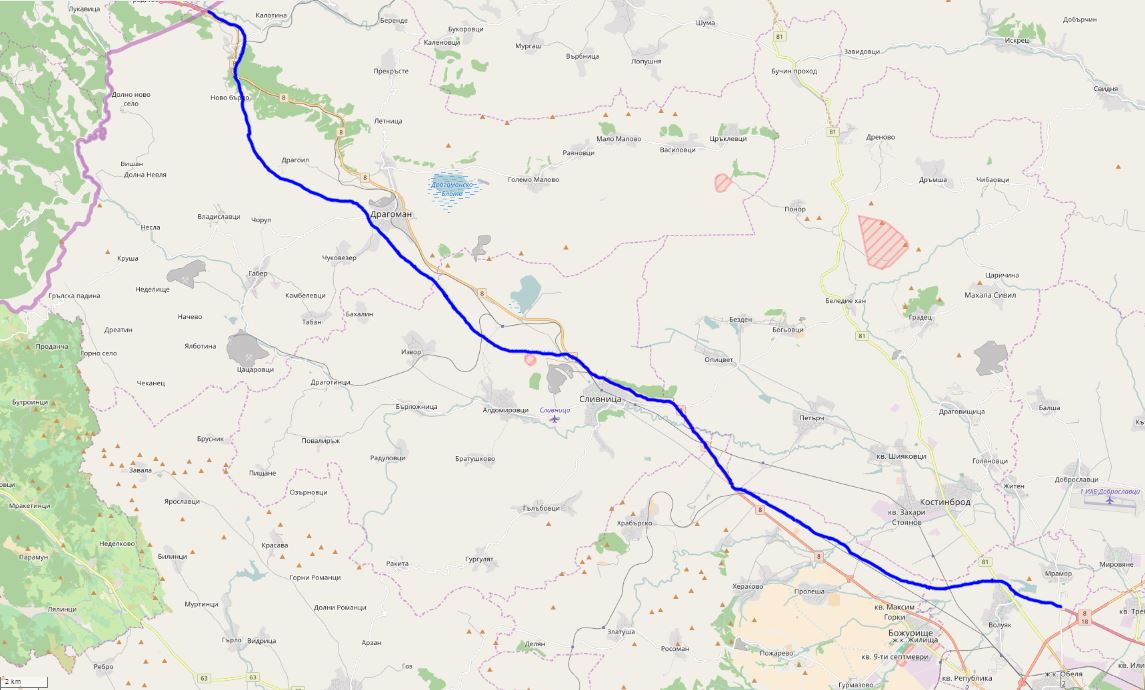
Le tracé planifié en 2011
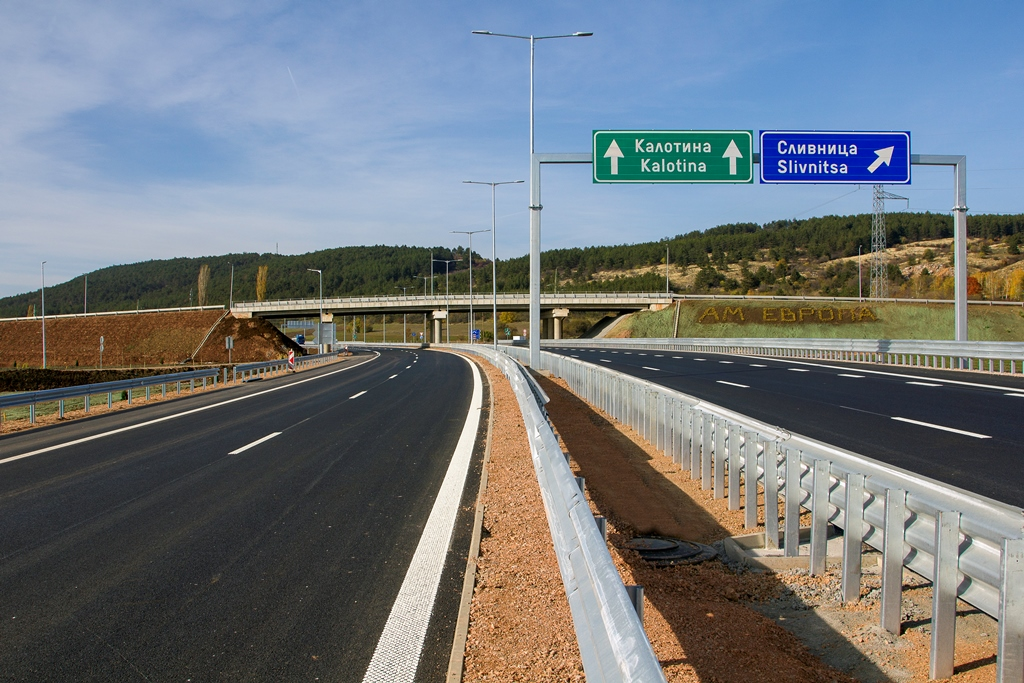
L'A6 près de Slivnitsa